# Маньи-Ламбер
Маньи́-Ламбе́р (фр. Magny-Lambert) — коммуна во Франции, находится в регионе Бургундия. Департамент коммуны — Кот-д’Ор. Входит в состав кантона Беньё-ле-Жюиф. Округ коммуны — Монбар.
Код INSEE коммуны — 21364.

## Население
Население коммуны на 2010 год составляло 97 человек.
| 1962 | 1968 | 1975 | 1982 | 1990 | 1999 | 2010 |
| ---- | ---- | ---- | ---- | ---- | ---- | ---- |
| 148  | 123  | 108  | 98   | 105  | 105  | 97   |

## Экономика
В 2010 году среди 51 человека трудоспособного возраста (15—64 лет) 38 были экономически активными, 13 — неактивными (показатель активности — 74,5 %, в 1999 году было 73,3 %). Из 38 активных жителей работали 38 человек (23 мужчины и 15 женщин), безработных не было. Среди 13 неактивных 6 человек были учениками или студентами, 2 — пенсионерами, 5 были неактивными по другим причинам.